# Gheorghe Hagi
Giorgio Hagi (IPA: [ˈɡe̯orɡe ˈhad͡ʒʲ]; Săcele, 5 febbraio 1965) è un allenatore di calcio, dirigente sportivo ed ex calciatore rumeno, di ruolo centrocampista, proprietario del Farul Costanza.
Soprannominato Gica o il Maradona dei Carpazi e noto in patria con il soprannome di Regele (in italiano "il Re"), è considerato il miglior giocatore rumeno di tutti i tempi, nonché uno dei più grandi calciatori di sempre. È stato inserito per sei volte tra i candidati alla vittoria del Pallone d'oro (1985, 1987, 1988, 1989, 1991, 1994) arrivando a ricoprire nel 1994 la quarta posizione alle spalle di Paolo Maldini, Roberto Baggio e Hristo Stoičkov. Nello stesso anno ha anche ricoperto la suddetta posizione nel FIFA World Player of the Year 1994, questa volta davanti a Paolo Maldini ed alle spalle di Roberto Baggio, Hristo Stoičkov e Romario. Detiene inoltre il record di vittorie del premio di Calciatore rumeno dell'anno, conquistato per ben sette volte. Tuttavia la sua carriera è stata in gran parte limitata e condizionata dal suo atteggiamento ribelle, che lo ha portato a numerosi scontri con i suoi allenatori.
Occupa la 25ª posizione nella speciale classifica dei migliori calciatori del XX secolo pubblicata dalla rivista World Soccer e nel mese di novembre del 2003 venne insignito del titolo onorifico di Golden Player della Romania come miglior giocatore rumeno dell'ultimo mezzo secolo (1954-2003). La FIFA lo ha inoltre piazzato al nono posto nella classifica dei migliori numeri dieci della storia del calcio mentre nel marzo del 2004, Pelé lo ha anche inserito nella FIFA 100, la lista dei 125 migliori calciatori viventi, redatta in occasione del Centenario della FIFA. Nella classifica dei giocatori più forti di sempre, stilata dalla rivista britannica FourFourTwo, è al centesimo posto.
Con la nazionale rumena detiene con 35 gol segnati in 126 presenze totali il titolo di capocannoniere insieme ad Adrian Mutu. Con essa ha partecipato inoltre a tre edizioni del campionato del mondo (Italia 1990, Stati Uniti 1994 e Francia 1998) ed in altrettante del campionato d'Europa (Francia 1984, Inghilterra 1996 e Belgio-Paesi Bassi 2000).

## Biografia
Nato da Chirata Hagi, sua madre, e Iancu Hagi, suo padre, è di origine aromena in quanto suo nonno fu uno dei 40 000 abitanti di tale etnia fuggiti dalla Grecia in Romania. Egli si stabilì poi nel villaggio di Săcele, vicino a Costanza, sulla costa del Mar Nero. Hagi ha bei ricordi di suo nonno che, come molti aromuni, era un pastore e di lui disse: 
 Hagi ha inoltre affermato che la sua ambizione deriva proprio dalle sue origini aromene, in quanto a suo dire è proprio la loro caratteristica principale.
Attualmente è sposato con Marilena Hagi, dalla quale ha avuto due figli, Ianis e Kira. Suo figlio, Ianis Hagi, anche lui calciatore, è nato nel 1998 ad Istanbul, in Turchia, quando giocava per il Galatasaray ed è attualmente un giocatore del club spagnolo Deportivo Alaves. Sua figlia invece, Kira Hagi, nata nel 1996, a Barcellona, in Catalogna, in Spagna, quando giocava per il Barcellona, è un'attrice.

### Attività imprenditoriali
Hagi possiede l'hotel quattro stelle Iaki a Mamaia, con 122 camere e un fatturato di 3 milioni di euro nel 2008. È anche il fondatore della Gheorghe Hagi Football Academy e del club Viitorul Constanța.

### Cameo
Hagi è stato scelto per doppiare in rumeno il personaggio Dagda nel film d'animazione Epic, distribuito dalla 20th Century Fox.

## Caratteristiche tecniche
Ispirato dai grandi del calcio rumeno come Nicolae Dobrin, Ion Dumitru, Angel Iordanescu e Marcel Răducanu, Hagi sin dalla giovane età ha mostrato un talento precoce, con Johan Cruijff come suo modello di riferimento.
Fin da giovane, Hagi è stato paragonato a Diego Armando Maradona per il suo gioco cristallino, la predilezione per il piede sinistro e un carattere duro che lo ha spinto a cercare costantemente il ruolo di leader in squadra.
Dotato di una classe fantasiosa, il suo piede sinistro era leggendario: potente e preciso, capace di sorprendere i portieri con tiri dalla distanza, non a caso, ha segnato ben 46 gol su punizione durante la sua carriera e 57 gol da fuori area su 171 gol, senza contare il campionato rumeno di cui non si hanno i dati, questo lo porta ad avere il rapporto di gol da fuori area rispetto ai gol segnati più alto della storia.
Hagi non si limitava al tiro, che nonostante egemonizzi quella che è la sua percezione non costituisce il suo vero valore, possedeva una comprensione ed una visione di gioco straordinaria, abilità di regia, gioco tra le linee e una precisione chirurgica nei passaggi lunghi e filtranti, era inoltre un favoloso dribblatore infatti detiene 53 dribbling completati in 92 tentativi nel mondiale, che lo portano ad essere uno dei migliori dribblatori nella storia della competizione.
La sua versatilità tattica era notevole: molto rapido nei suoi anni migliori, era un creativo capace di adattarsi a diverse posizioni in campo, poteva agire da regista, adattandosi anche a un ruolo più di sacrificio a fare interdizione se necessario, ma eccelleva quando veniva lasciato libero a gironzolare dietro le punte, e lo si vedeva da una fascia all'altra, veniva impiegato pure come seconda punta o esterno di spinta, oltre che come quinto nella difesa a 3 e come laterale nella difesa a 5.

## Carriera

### Giocatore

#### Club

##### Gli inizi in Romania

Hagi in azione per la Steaua Bucarest nel 1988

Hagi iniziò la carriera da professionista nel Farul Constanța, debuttando all'età di 17 anni in prima squadra nella Divizia A. Dopo una buona stagione, in cui colleziona 18 presenze e 7 gol, si trasferisce nella capitale, Bucarest, per giocare con lo Sportul Studentesc, una delle società più antiche del calcio rumeno, controllata in quel periodo da Nicu Ceaușescu, terzo figlio del dittatore comunista della Romania, Nicolae. Allo Sportul, Hagi si afferma come astro nascente del calcio rumeno arrivando a laurearsi capocannoniere del campionato per due stagioni di fila, segnando 20 gol nella stagione 1984/85 e 31 in quella successiva, dove superò la concorrenza di Victor Pițurcă, attaccante dello Steaua Bucarest, in una sola partita dove da secondo passò a primo segnando 6 gol.
Alla fine del 1987, dopo quattro stagioni, Valentin Ceaușescu, fratello di Nicu, riesce ad ottenere in prestito per una sola partita Hagi nella sua squadra, lo Steaua Bucarest vincitore della Coppa dei Campioni, per la Supercoppa UEFA 1986.
La squadra di Valentin vince la coppa proprio grazie ad una punizione calciata da Hagi, che sancisce la vittoria per 1-0 dello Steaua Bucarest ai danni della Dinamo Kiev. Il trasferimento da provvisorio passa così a definitivo. Nei quattro anni trascorsi nel club rumeno, Hagi ebbe una media realizzativa praticamente da attaccante (76 reti in 97 partite di campionato).
Nella sua prima stagione in coppa dei campioni il calciatore rumeno arrivò alle semifinali della Coppa dei Campioni nel 1988, edizione in cui si laureò anche capocannoniere del massimo torneo continentale con 4 centri, assieme ad altri 6 calciatori. L'anno successivo trascinò invece la sua squadra alla finale poi persa per 4-0 contro il Milan, con la Steaua detiene l'incredibile media di 11 gol e 7 assist in 20 partite di coppa dei campioni.

Con il club rumeno Hagi vinse anche per 3 volte il campionato e la Coppa di Romania.
(Hagi)

##### Il trasferimento al Real Madrid
Dopo le sue ottime prestazioni in campo internazionale, il nome di Hagi venne accostato a diversi top club europei, tra cui nel 1988 la Juventus, ma il regime presente in Romania non consentì al giocatore di andare fuori dal Paese. Caduto il regime di Ceaușescu, nell'estate del 1990 il Milan di Arrigo Sacchi e il Bayern Monaco mostrano interesse per Hagi che tuttavia, dopo i Mondiali del 1990 che lo videro trascinatore della sua nazionale, firmò il 27 giugno per il Real Madrid, che lo acquistò per 4,3 milioni di dollari.
I risultati però non sono del tutto positivi: l'allenatore John Toshack viene esonerato già a novembre dello stesso anno e viene rimpiazzato da Alfredo Di Stefano, il quale non impiega Hagi con continuità. Con l'allenatore argentino il rumeno vince la Supercoppa di Spagna del 1990, pur non partendo titolare né all'andata né al ritorno. Successivamente la squadra passa all'allenatore Radomir Antić, che ridà fiducia ad Hagi schierandolo regolarmente nell'undici titolare.
Nella stagione 1991-1992 il Real Madrid riesce a chiudere il girone di andata in vetta, con Hagi divenuto un importante membro della squadra, e che realizzò diversi gol, tra cui un gol da 50 metri contro l'Osasuna. Tuttavia, nonostante un vantaggio di 7 punti sui rivali del Barcellona, Antić viene sostituito il 27 gennaio 1992 con Leo Beenhakker ed il Real Madrid viene scavalcato nell'ultima gara di campionato dai rivali blaugrana, il tutto in una storica sconfitta in rimonta per il Tenerife finita 3 a 2.

##### La parentesi al Brescia ed il trasferimento al Barcellona

Hagi (a sinistra) tenta un cross in maglia bresciana nel campionato 1992-1993, contrastato dal napoletano Jonas Thern.

Non avendo vinto né campionato né coppa nazionale, al termine della stagione Hagi viene venduto al Brescia, squadra neopromossa in Serie A allenata da Mircea Lucescu, connazionale di Gheorghe che lo aveva fatto esordire con la nazionale e con cui aveva già lavorato insieme durante l'Europeo del 1984. La squadra italiana aveva inoltre in rosa diversi giocatori rumeni, tra cui Ioan Sabău, Florin Răducioiu e Dorin Mateuț. Tuttavia la prima stagione non andò come sperato ed il club retrocedette in Serie B dopo aver perso lo spareggio contro l'Udinese. A fine stagione Hagi viene cercato da alcuni top club, ma decide orgogliosamente di scendere in Serie B per riportare il Brescia nel massimo campionato. Durante la seconda stagione, Hagi risultò decisivo per la vittoria della Coppa Anglo-Italiana e la promozione in Serie A.
Dopo una grande prestazione nella Coppa del Mondo del 1994, sembra fatta per il passaggio al Napoli, ma il presidente del Brescia Luigi Corioni gli vieta il trasferimento al club partenopeo preferendo una cessione all'estero. Hagi disse:
Hagi viene così venduto al Barcellona, dove gioca per due stagioni. Tuttavia, appena arrivato litiga con Cruijff e viene messo al di fuori del 11 titolare, riuscendo a vincere con il club solamente la Supercoppa di Spagna del 1994, questa volta però partendo da titolare sia all'andata che al ritorno.
Dopo 11 gol in 51 presenze, nel 1996, ormai trentunenne, accetta l'offerta del Galatasaray e si trasferisce in Turchia.

##### La vittoria della Coppa UEFA e della Supercoppa UEFA con il Galatasaray

Hagi (a destra) al Galatasaray durante la UEFA Champions League 1998-1999, alle prese con lo juventino Zinédine Zidane.

In Turchia Hagi vive anni importanti della sua carriera, mantenendo sempre una certa costanza e tornando a fornire delle prestazioni di alto livello.
L'allenatore della squadra turca infatti, Fatih Terim affida al rumeno un ruolo chiave nella sua squadra schierandolo titolare con continuità a supporto di Hakan Sukur e delle punte che lo affiancano.
Durante la sua permanenza nel Galatasaray, Hagi vince 4 campionati, 2 Coppe di Turchia e 2 Supercoppe turche, riuscendo ad imporsi anche a livello continentale.
Nella stagione 1999/2000 infatti, battendo per 3-2 il Milan nel girone di Champions League, il Galatasaray conquista il diritto al ripescaggio in Coppa UEFA, dove elimina con successo il Bologna, il Borussia Dortmund, il Maiorca e il Leeds, arrivando in finale contro l'Arsenal. Nel secondo tempo del match, dopo un fallo subito da Tony Adams, Hagi ha una brutta reazione e gli rifila una gomitata, venendo perciò espulso.
Nonostante ciò, la squadra turca, pur rimanendo in 10 contro 11, riesce a vincere ai tiri di rigore laureandosi campione.
Il 25 agosto del 2000, Hagi affronta così la sua ex squadra del Real Madrid, nella Supercoppa europea, la seconda della sua carriera. Il calciatore rumeno giocò qui una grandissima partita, esibendosi, oltre che con colpi di tacco che mandarono in porta i compagni, in un grande dribbling ai danni di Roberto Carlos, il quale venne messo in difficoltà per tutta la partita. Alla fine la squadra turca batte i campioni d'Europa del Real Madrid per 2-1 al golden goal incassando così una storica vittoria.
Entrambe le imprese della squadra turca a livello continentale rimasero senza eguali nella storia del club e la popolarità di Hagi crebbe ancora di più. Dopo il ritiro avvenuto nel 2001, a 36 anni compiuti e con un bottino di 71 gol in 192 presenze con il Galatasaray, rimase infatti uno dei giocatori più amati non solo del campionato rumeno ma anche di quello turco.

#### Nazionale
Hagi venne chiamato in Nazionale da Mircea Lucescu all'età di 18 anni nel 1983, esordendo in una partita giocata contro la Norvegia ad Oslo. Fece parte della nazionale rumena per ben 17 anni, fino al 2000.
All'età di 19 anni partecipò con la nazionale agli Europei del 1984, venendo poi un anno più tardi nominato capitano. Gioca poi da protagonista i Mondiali del 1990, nei quali ha anche modo di giocatore faccia a faccia con Maradona durante la fase a gironi del torneo. Dopo aver centrato la qualificazione agli ottavi però, la Romania viene sconfitta dall'Irlanda ai tiri di rigore.
Durante i Mondiali del 1994, Hagi si consacrò come uno dei migliori calciatori di sempre riuscendo a condurre la Romania fino ai quarti di finale, poi persi ai tiri di rigore contro la Svezia.
La prestazione della nazionale rumena venne definita come la migliore mai avvenuta nella sua storia. Oltre a diversi assist, Hagi si rese protagonista di 3 assist e 3 gol di pregevole fattura, tra cui spicca su tutti il pallonetto da 35 metri contro la Colombia trascinata da Carlos Valderrama durante la fase a gironi, il quale passò alla storia come uno dei gol più belli mai realizzati nella manifestazione.
Il gol più importante è invece quello contro l'Argentina, questa volta priva di Maradona squalificato per doping, nella vittoria per 3-2 che eliminò la nazionale sudamericana agli ottavi.
Tale vittoria assunse un'importanza tale che l'allenatore della Romania Iordanescu la definì come: "il più grande evento celebrato dal nostro popolo dopo la rivoluzione". Al termine della competizione, Hagi venne inserito nella rosa dei migliori giocatori del Mondiale.
Con la Romania, Hagi disputa anche gli Europei del 1996, rivelatisi un disastro con tre sconfitte in tre partite, ed i Mondiali del 1998, che si chiudono con l'eliminazione agli ottavi ad opera della Croazia. Dopo aver inizialmente deciso di ritirarsi, Hagi cambia idea poco dopo per disputare gli Europei del 2000, durante i quali viene espulso nella partita persa ai quarti di finale contro l'Italia per un fallo ai danni di Antonio Conte, ed una simulazione in area.
Con essa il calciatore rumeno si ritirò ufficialmente dalla nazionale e con 35 gol in 125 presenze divenne il miglior marcatore nella storia del suo Paese, record poi raggiunto da Adrian Mutu.

### Allenatore
La sua carriera da allenatore è cominciata subito dopo il ritiro dal calcio giocato. Il 23 giugno 2001 viene nominato commissario tecnico della Romania in sostituzione del dimissionario László Bölöni. Il 26 novembre dopo appena cinque mesi si dimette, dato che la squadra ha mancato la qualificazione al mondiale nippo-coreano.
Il 29 giugno 2003 diventa allenatore del Bursaspor, squadra della massima serie turca. lasciando il club all'inizio di stagione.
Il 23 marzo 2004 ritorna come allenatore nel club con il quale ha vinto il suo primo trofeo europeo, il Galatasaray, sostituendo l'esonerato Fatih Terim. Il 28 maggio 2005, dopo aver vinto la Coppa di Turchia e aver ottenuto il terzo posto in campionato, il presidente Özhan Canaydın lo sostituisce con Eric Gerets. Il 7 novembre ha assunto l'incarico di allenatore del Politehnica Timisoara, firmando un contratto per la durata di tre anni. Il 9 aprile 2006 dopo il pareggio casalingo con il Cluj e per la delusione dell'atteggiamento dei giocatori decide di dimettersi, ma più tardi, quando il consiglio d'amministrazione accetta le sue dimissioni fa marcia indietro. Il 20 maggio decide definitivamente di dimettersi, dopo la sconfitta interna per 2 a 0 contro il Oțelul Galați, ottenendo una sola vittoria nelle ultime undici partite e lasciando la squadra all'ottavo posto.
Il 24 giugno 2007 è diventato il tecnico della Steaua Bucarest. Il 20 settembre, dopo appena tre mesi si dimette a causa dei contrasti con la dirigenza.
Il 21 ottobre 2010, è stato nominato nuovo allenatore del Galatasaray in sostituzione dell'esonerato Frank Rijkaard. Il 23 marzo 2011 dopo i pessimi risultati ottenuti viene esonerato, lasciando la squadra all'undicesimo posto. Il 9 giugno viene di nuovo nominato commissario tecnico della Romania, ma appena dopo cinque giorni rifiuta l'incarico, ma si sarebbe detto disponibile a guidare la nazionale solo al termine della fase di qualificazione a Euro 2012.
Il 15 settembre 2014 diventa allenatore del Viitorul Constanța di cui è proprietario. Il 13 maggio 2017 vince il campionato romeno alla guida della stessa formazione. Nell'agosto 2020 lascia l'incarico.
All'inizio della stagione 2021 il club si fonde con l'altra società cittadina di seconda serie (tra i proprietari c'è Gheorghe Popescu), da cui prende il nome Farul Constanța, e torna in panchina.

## Statistiche
Tra club e nazionale maggiore, Hagi ha giocato 787 partite segnando 318 reti, alla media di 0,40 gol a partita.

### Presenze e reti nei club
| Stagione                  | Squadra                   | Campionato                | Campionato | Campionato | Coppe nazionali | Coppe nazionali | Coppe nazionali | Coppe continentali | Coppe continentali | Coppe continentali | Altre coppe | Altre coppe | Altre coppe | Totale | Totale |
| Stagione                  | Squadra                   | Comp                      | Pres       | Reti       | Comp            | Pres            | Reti            | Comp               | Pres               | Reti               | Comp        | Pres        | Reti        | Pres   | Reti   |
| ------------------------- | ------------------------- | ------------------------- | ---------- | ---------- | --------------- | --------------- | --------------- | ------------------ | ------------------ | ------------------ | ----------- | ----------- | ----------- | ------ | ------ |
| 1982-1983                 | Farul Costanza            | Div A                     | 18         | 7          | CR              | ?               | ?               | -                  | -                  | -                  | -           | -           | -           | 18     | 7      |
| 1983-1984                 | Sportul Studențesc        | Div A                     | 31         | 2          | CR              | ?               | ?               | CU                 | 2                  | 0                  | -           | -           | -           | 33     | 2      |
| 1984-1985                 | Sportul Studențesc        | Div A                     | 30         | 20         | CR              | ?               | ?               | CU                 | 2                  | 0                  | -           | -           | -           | 32     | 20     |
| 1985-1986                 | Sportul Studențesc        | Div A                     | 31         | 31         | CR              | ?               | ?               | CU                 | 2                  | 3                  | -           | -           | -           | 33     | 34     |
| 1986-1987                 | Sportul Studențesc        | Div A                     | 16         | 5          | CR              | ?               | ?               | CU                 | 4                  | 1                  | -           | -           | -           | 20     | 6      |
| Totale Sportul Studențesc | Totale Sportul Studențesc | Totale Sportul Studențesc | 108        | 58         |                 | ?               | ?               |                    | 10                 | 4                  |             | -           | -           | 118+   | 62+    |
| 1986-1987                 | Steaua Bucarest           | Div A                     | 14         | 10         | CR              | 1+              | 0+              | CC                 | -                  | -                  | SU          | 1           | 1           | 16     | 11     |
| 1987-1988                 | Steaua Bucarest           | Div A                     | 31         | 25         | CR              | 1+              | 0+              | CC                 | 8                  | 4                  | -           | -           | -           | 40     | 29     |
| 1988-1989                 | Steaua Bucarest           | Div A                     | 30         | 31         | CR              | 1+              | 1+              | CC                 | 9                  | 6                  | -           | -           | -           | 40     | 38     |
| 1989-1990                 | Steaua Bucarest           | Div A                     | 22         | 10         | CR              | 0+              | 0+              | CC                 | 3                  | 1                  | -           | -           | -           | 25     | 11     |
| Totale Steaua Bucarest    | Totale Steaua Bucarest    | Totale Steaua Bucarest    | 97         | 76         |                 | 3+              | 1+              |                    | 20                 | 11                 |             | 1           | 1           | 121    | 89     |
| 1990-1991                 | Real Madrid               | PD                        | 29         | 4          | CR              | 0               | 0               | CC                 | 4                  | 0                  | SS          | 1           | 0           | 34     | 4      |
| 1991-1992                 | Real Madrid               | PD                        | 35         | 12         | CR              | 5               | 1               | CU                 | 10                 | 3                  | -           | -           | -           | 50     | 16     |
| Totale Real Madrid        | Totale Real Madrid        | Totale Real Madrid        | 64         | 16         |                 | 5               | 1               |                    | 14                 | 3                  |             | 1           | 0           | 84     | 20     |
| 1992-1993                 | Brescia                   | A                         | 31+1       | 5+0        | CI              | 2               | 1               | -                  | -                  | -                  | -           | -           | -           | 34     | 6      |
| 1993-1994                 | Brescia                   | B                         | 30         | 9          | CI              | 2               | 1               | CAI                | 3+                 | 2                  | -           | -           | -           | 33+    | 12     |
| Totale Brescia            | Totale Brescia            | Totale Brescia            | 61+1       | 14         |                 | 4               | 2               |                    | 3+                 | 2                  |             | -           | -           | 67+    | 18     |
| 1994-1995                 | Barcellona                | PD                        | 17         | 4          | CR              | 2               | 1               | UCL                | 2                  | 0                  | SS          | 2           | 0           | 23     | 5      |
| 1995-1996                 | Barcellona                | PD                        | 19         | 3          | CR              | 4               | 0               | CU                 | 5                  | 3                  | -           | -           | -           | 28     | 6      |
| Totale Barcellona         | Totale Barcellona         | Totale Barcellona         | 36         | 7          |                 | 6               | 1               |                    | 7                  | 3                  |             | 2           | 0           | 51     | 11     |
| 1996-1997                 | Galatasaray               | SL                        | 30         | 14         | TK              | 1               | 0               | CdC                | 3                  | 1                  | ST          | 1           | 0           | 35     | 15     |
| 1997-1998                 | Galatasaray               | SL                        | 30         | 8          | TK              | 6               | 0               | UCL                | 6                  | 1                  | ST          | 1           | 0           | 43     | 9      |
| 1998-1999                 | Galatasaray               | SL                        | 28         | 14         | TK              | 4               | 1               | UCL                | 8                  | 3                  | ST          | 0           | 0           | 40     | 18     |
| 1999-2000                 | Galatasaray               | SL                        | 19         | 12         | TK              | 3               | 1               | UCL+CU             | 7+8                | 2+2                | -           | -           | -           | 37     | 17     |
| 2000-2001                 | Galatasaray               | SL                        | 25         | 11         | TK              | 1               | 0               | UCL                | 10                 | 2                  | SU          | 1           | 0           | 37     | 13     |
| Totale Galatasaray        | Totale Galatasaray        | Totale Galatasaray        | 132        | 59         |                 | 15              | 2               |                    | 42                 | 11                 |             | 3           | 0           | 192    | 72     |
| Totale carriera           | Totale carriera           | Totale carriera           | 517        | 237        |                 | 33+             | 7+              |                    | 96+                | 34                 |             | 7           | 1           | 653+   | 279+   |

### Cronologia presenze e reti in nazionale
| Cronologia completa delle presenze e delle reti in nazionale ― Romania | Cronologia completa delle presenze e delle reti in nazionale ― Romania | Cronologia completa delle presenze e delle reti in nazionale ― Romania | Cronologia completa delle presenze e delle reti in nazionale ― Romania | Cronologia completa delle presenze e delle reti in nazionale ― Romania | Cronologia completa delle presenze e delle reti in nazionale ― Romania | Cronologia completa delle presenze e delle reti in nazionale ― Romania | Cronologia completa delle presenze e delle reti in nazionale ― Romania |
| Data                                                                   | Città                                                                  | In casa                                                                | Risultato                                                              | Ospiti                                                                 | Competizione                                                           | Reti                                                                   | Note                                                                   |
| ---------------------------------------------------------------------- | ---------------------------------------------------------------------- | ---------------------------------------------------------------------- | ---------------------------------------------------------------------- | ---------------------------------------------------------------------- | ---------------------------------------------------------------------- | ---------------------------------------------------------------------- | ---------------------------------------------------------------------- |
| 10-8-1983                                                              | Oslo                                                                   | Norvegia                                                               | 0 – 0                                                                  | Romania                                                                | Amichevole                                                             | -                                                                      |                                                                        |
| 24-8-1983                                                              | Bucarest                                                               | Romania                                                                | 1 – 0                                                                  | Germania Est                                                           | Amichevole                                                             | -                                                                      |                                                                        |
| 7-9-1983                                                               | Cracovia                                                               | Polonia                                                                | 2 – 2                                                                  | Romania                                                                | Amichevole                                                             | -                                                                      |                                                                        |
| 8-11-1983                                                              | Haifa                                                                  | Israele                                                                | 1 – 1                                                                  | Romania                                                                | Amichevole                                                             | -                                                                      |                                                                        |
| 12-11-1983                                                             | Limassol                                                               | Cipro                                                                  | 0 – 1                                                                  | Romania                                                                | Qual. Euro 1984                                                        | -                                                                      |                                                                        |
| 22-1-1984                                                              | Guayaquil                                                              | Ecuador                                                                | 1 – 3                                                                  | Romania                                                                | Amichevole                                                             | -                                                                      |                                                                        |
| 7-2-1984                                                               | Algeri                                                                 | Algeria                                                                | 1 – 1                                                                  | Romania                                                                | Amichevole                                                             | -                                                                      |                                                                        |
| 7-3-1984                                                               | Craiova                                                                | Romania                                                                | 2 – 0                                                                  | Grecia                                                                 | Amichevole                                                             | -                                                                      |                                                                        |
| 11-4-1984                                                              | Oradea                                                                 | Romania                                                                | 0 – 0                                                                  | Israele                                                                | Amichevole                                                             | -                                                                      |                                                                        |
| 14-6-1984                                                              | Saint-Étienne                                                          | Spagna                                                                 | 1 – 1                                                                  | Romania                                                                | Euro 1984 - 1º turno                                                   | -                                                                      |                                                                        |
| 17-6-1984                                                              | Lens                                                                   | Germania Ovest                                                         | 2 – 1                                                                  | Romania                                                                | Euro 1984 - 1º turno                                                   | -                                                                      |                                                                        |
| 31-7-1984                                                              | Buzău                                                                  | Romania                                                                | 1 – 0                                                                  | Cina                                                                   | Amichevole                                                             | -                                                                      |                                                                        |
| 29-8-1984                                                              | Gera                                                                   | Germania Est                                                           | 2 – 1                                                                  | Romania                                                                | Amichevole                                                             | -                                                                      |                                                                        |
| 12-9-1984                                                              | Belfast                                                                | Irlanda del Nord                                                       | 3 – 2                                                                  | Romania                                                                | Qual. Mondiali 1986                                                    | 1                                                                      |                                                                        |
| 21-11-1984                                                             | Petah Tikva                                                            | Israele                                                                | 1 – 1                                                                  | Romania                                                                | Amichevole                                                             | -                                                                      |                                                                        |
| 5-12-1984                                                              | Amarousio                                                              | Grecia                                                                 | 2 – 1                                                                  | Romania                                                                | Amichevole                                                             | -                                                                      |                                                                        |
| 30-1-1985                                                              | Lisbona                                                                | Portogallo                                                             | 2 – 3                                                                  | Romania                                                                | Amichevole                                                             | 1                                                                      |                                                                        |
| 27-3-1985                                                              | Sibiu                                                                  | Romania                                                                | 0 – 0                                                                  | Polonia                                                                | Amichevole                                                             | -                                                                      |                                                                        |
| 3-4-1985                                                               | Craiova                                                                | Romania                                                                | 3 – 0                                                                  | Turchia                                                                | Qual. Mondiali 1986                                                    | -                                                                      |                                                                        |
| 1-5-1985                                                               | Bucarest                                                               | Romania                                                                | 0 – 0                                                                  | Inghilterra                                                            | Qual. Mondiali 1986                                                    | -                                                                      |                                                                        |
| 6-6-1985                                                               | Helsinki                                                               | Finlandia                                                              | 1 – 1                                                                  | Romania                                                                | Qual. Mondiali 1986                                                    | 1                                                                      |                                                                        |
| 7-8-1985                                                               | Mosca                                                                  | Unione Sovietica                                                       | 2 – 0                                                                  | Romania                                                                | Amichevole                                                             | -                                                                      |                                                                        |
| 28-8-1985                                                              | Timișoara                                                              | Romania                                                                | 2 – 0                                                                  | Finlandia                                                              | Qual. Mondiali 1986                                                    | 1                                                                      |                                                                        |
| 11-9-1985                                                              | Londra                                                                 | Inghilterra                                                            | 1 – 1                                                                  | Romania                                                                | Qual. Mondiali 1986                                                    | -                                                                      |                                                                        |
| 16-10-1985                                                             | Bucarest                                                               | Romania                                                                | 0 – 1                                                                  | Irlanda del Nord                                                       | Qual. Mondiali 1986                                                    | -                                                                      | cap.                                                                   |
| 13-11-1985                                                             | Smirne                                                                 | Turchia                                                                | 1 – 3                                                                  | Romania                                                                | Qual. Mondiali 1986                                                    | -                                                                      |                                                                        |
| 28-2-1986                                                              | Alessandria d'Egitto                                                   | Egitto                                                                 | 2 – 2                                                                  | Romania                                                                | Amichevole                                                             | -                                                                      |                                                                        |
| 2-3-1986                                                               | Alessandria d'Egitto                                                   | Egitto                                                                 | 0 – 1                                                                  | Romania                                                                | Amichevole                                                             | -                                                                      |                                                                        |
| 26-3-1986                                                              | Glasgow                                                                | Scozia                                                                 | 3 – 0                                                                  | Romania                                                                | Amichevole                                                             | -                                                                      |                                                                        |
| 23-4-1986                                                              | Timișoara                                                              | Romania                                                                | 2 – 1                                                                  | Unione Sovietica                                                       | Amichevole                                                             | 1                                                                      |                                                                        |
| 20-8-1986                                                              | Oslo                                                                   | Norvegia                                                               | 2 – 2                                                                  | Romania                                                                | Amichevole                                                             | 1                                                                      |                                                                        |
| 10-9-1986                                                              | Bucarest                                                               | Romania                                                                | 4 – 0                                                                  | Austria                                                                | Amichevole                                                             | 1                                                                      |                                                                        |
| 8-10-1986                                                              | Tel Aviv                                                               | Israele                                                                | 2 – 4                                                                  | Romania                                                                | Amichevole                                                             | -                                                                      |                                                                        |
| 12-11-1986                                                             | Siviglia                                                               | Spagna                                                                 | 1 – 0                                                                  | Romania                                                                | Qual. Euro 1988                                                        | -                                                                      |                                                                        |
| 4-3-1987                                                               | Ankara                                                                 | Turchia                                                                | 1 – 3                                                                  | Romania                                                                | Amichevole                                                             | -                                                                      |                                                                        |
| 11-3-1987                                                              | Atene                                                                  | Grecia                                                                 | 1 – 1                                                                  | Romania                                                                | Amichevole                                                             | 1                                                                      |                                                                        |
| 25-3-1987                                                              | Bucarest                                                               | Romania                                                                | 5 – 1                                                                  | Albania                                                                | Qual. Euro 1988                                                        | 1                                                                      |                                                                        |
| 29-4-1987                                                              | Bucarest                                                               | Romania                                                                | 3 – 1                                                                  | Spagna                                                                 | Qual. Euro 1988                                                        | -                                                                      |                                                                        |
| 2-9-1987                                                               | Bydgoszcz                                                              | Polonia                                                                | 3 – 1                                                                  | Romania                                                                | Amichevole                                                             | -                                                                      |                                                                        |
| 7-10-1987                                                              | Bucarest                                                               | Romania                                                                | 2 – 2                                                                  | Grecia                                                                 | Amichevole                                                             | -                                                                      |                                                                        |
| 28-10-1987                                                             | Valona                                                                 | Albania                                                                | 0 – 1                                                                  | Romania                                                                | Qual. Euro 1988                                                        | -                                                                      |                                                                        |
| 18-11-1987                                                             | Vienna                                                                 | Austria                                                                | 0 – 0                                                                  | Romania                                                                | Qual. Euro 1988                                                        | -                                                                      |                                                                        |
| 1-6-1988                                                               | Amsterdam                                                              | Paesi Bassi                                                            | 2 – 0                                                                  | Romania                                                                | Amichevole                                                             | -                                                                      |                                                                        |
| 20-9-1988                                                              | Costanza                                                               | Romania                                                                | 3 – 0                                                                  | Albania                                                                | Amichevole                                                             | 1                                                                      | cap.                                                                   |
| 19-10-1988                                                             | Sofia                                                                  | Bulgaria                                                               | 1 – 3                                                                  | Romania                                                                | Qual. Mondiali 1990                                                    | -                                                                      |                                                                        |
| 2-11-1988                                                              | Bucarest                                                               | Romania                                                                | 3 – 0                                                                  | Grecia                                                                 | Qual. Mondiali 1990                                                    | 1                                                                      |                                                                        |
| 29-3-1989                                                              | Sibiu                                                                  | Romania                                                                | 1 – 0                                                                  | Italia                                                                 | Amichevole                                                             | -                                                                      |                                                                        |
| 12-4-1989                                                              | Varsavia                                                               | Polonia                                                                | 2 – 1                                                                  | Romania                                                                | Amichevole                                                             | -                                                                      |                                                                        |
| 26-4-1989                                                              | Amarousio                                                              | Grecia                                                                 | 0 – 0                                                                  | Romania                                                                | Qual. Mondiali 1990                                                    | -                                                                      |                                                                        |
| 17-5-1989                                                              | Bucarest                                                               | Romania                                                                | 1 – 0                                                                  | Bulgaria                                                               | Qual. Mondiali 1990                                                    | -                                                                      |                                                                        |
| 31-8-1989                                                              | Setúbal                                                                | Portogallo                                                             | 0 – 0                                                                  | Romania                                                                | Amichevole                                                             | -                                                                      |                                                                        |
| 5-9-1989                                                               | Nitra                                                                  | Cecoslovacchia                                                         | 2 – 0                                                                  | Romania                                                                | Amichevole                                                             | -                                                                      |                                                                        |
| 11-10-1989                                                             | Copenaghen                                                             | Danimarca                                                              | 3 – 0                                                                  | Romania                                                                | Qual. Mondiali 1990                                                    | -                                                                      |                                                                        |
| 15-11-1989                                                             | Bucarest                                                               | Romania                                                                | 3 – 1                                                                  | Danimarca                                                              | Qual. Mondiali 1990                                                    | -                                                                      |                                                                        |
| 4-2-1990                                                               | Algeri                                                                 | Algeria                                                                | 0 – 0                                                                  | Romania                                                                | Amichevole                                                             | -                                                                      |                                                                        |
| 28-3-1990                                                              | Il Cairo                                                               | Egitto                                                                 | 1 – 3                                                                  | Romania                                                                | Amichevole                                                             | -                                                                      | cap.                                                                   |
| 3-4-1990                                                               | Losanna                                                                | Svizzera                                                               | 2 – 1                                                                  | Romania                                                                | Amichevole                                                             | 1                                                                      | cap.                                                                   |
| 25-4-1990                                                              | Haifa                                                                  | Israele                                                                | 1 – 4                                                                  | Romania                                                                | Amichevole                                                             | 1                                                                      | cap.                                                                   |
| 21-5-1990                                                              | Bucarest                                                               | Romania                                                                | 1 – 0                                                                  | Egitto                                                                 | Amichevole                                                             | -                                                                      |                                                                        |
| 26-5-1990                                                              | Bruxelles                                                              | Belgio                                                                 | 2 – 2                                                                  | Romania                                                                | Amichevole                                                             | -                                                                      |                                                                        |
| 14-6-1990                                                              | Bari                                                                   | Camerun                                                                | 2 – 1                                                                  | Romania                                                                | Mondiali 1990 - 1º turno                                               | -                                                                      |                                                                        |
| 18-6-1990                                                              | Napoli                                                                 | Argentina                                                              | 1 – 1                                                                  | Romania                                                                | Mondiali 1990 - 1º turno                                               | -                                                                      |                                                                        |
| 25-6-1990                                                              | Genova                                                                 | Irlanda                                                                | 0 – 0 dts (5 - 4 dtr)                                                  | Romania                                                                | Mondiali 1990 - Ottavi di finale                                       | -                                                                      |                                                                        |
| 12-9-1990                                                              | Glasgow                                                                | Scozia                                                                 | 2 – 1                                                                  | Romania                                                                | Qual. Euro 1992                                                        | -                                                                      |                                                                        |
| 17-10-1990                                                             | Bucarest                                                               | Romania                                                                | 0 – 3                                                                  | Bulgaria                                                               | Qual. Euro 1992                                                        | -                                                                      | cap.                                                                   |
| 27-3-1991                                                              | Serravalle                                                             | San Marino                                                             | 1 – 3                                                                  | Romania                                                                | Qual. Euro 1992                                                        | 1                                                                      |                                                                        |
| 3-4-1991                                                               | Neuchâtel                                                              | Svizzera                                                               | 0 – 0                                                                  | Romania                                                                | Qual. Euro 1992                                                        | -                                                                      |                                                                        |
| 17-4-1991                                                              | Cáceres                                                                | Spagna                                                                 | 0 – 2                                                                  | Romania                                                                | Amichevole                                                             | -                                                                      | cap.                                                                   |
| 16-10-1991                                                             | Bucarest                                                               | Romania                                                                | 1 – 0                                                                  | Scozia                                                                 | Qual. Euro 1992                                                        | 1                                                                      | cap.                                                                   |
| 13-11-1991                                                             | Bucarest                                                               | Romania                                                                | 1 – 0                                                                  | Svizzera                                                               | Qual. Euro 1992                                                        | -                                                                      | cap.                                                                   |
| 20-11-1991                                                             | Sofia                                                                  | Bulgaria                                                               | 1 – 1                                                                  | Romania                                                                | Qual. Euro 1992                                                        | -                                                                      | cap.                                                                   |
| 6-5-1992                                                               | Bucarest                                                               | Romania                                                                | 7 – 0                                                                  | Fær Øer                                                                | Qual. Mondiali 1994                                                    | 1                                                                      | cap.                                                                   |
| 20-5-1992                                                              | Bucarest                                                               | Romania                                                                | 5 – 1                                                                  | Galles                                                                 | Qual. Mondiali 1994                                                    | 2                                                                      | cap.                                                                   |
| 14-10-1992                                                             | Bruxelles                                                              | Belgio                                                                 | 1 – 0                                                                  | Romania                                                                | Qual. Mondiali 1994                                                    | -                                                                      | cap.                                                                   |
| 14-11-1992                                                             | Bucarest                                                               | Romania                                                                | 1 – 1                                                                  | Cecoslovacchia                                                         | Qual. Mondiali 1994                                                    | -                                                                      | cap.                                                                   |
| 29-11-1992                                                             | Larnaca                                                                | Cipro                                                                  | 1 – 4                                                                  | Romania                                                                | Qual. Mondiali 1994                                                    | 1                                                                      | cap.                                                                   |
| 14-4-1993                                                              | Bucarest                                                               | Romania                                                                | 2 – 1                                                                  | Cipro                                                                  | Qual. Mondiali 1994                                                    | -                                                                      | cap.                                                                   |
| 2-6-1993                                                               | Košice                                                                 | Cecoslovacchia                                                         | 5 – 2                                                                  | Romania                                                                | Qual. Mondiali 1994                                                    | -                                                                      | cap.                                                                   |
| 8-9-1993                                                               | Toftir                                                                 | Fær Øer                                                                | 0 – 4                                                                  | Romania                                                                | Qual. Mondiali 1994                                                    | -                                                                      | cap.                                                                   |
| 13-10-1993                                                             | Bucarest                                                               | Romania                                                                | 2 – 1                                                                  | Belgio                                                                 | Qual. Mondiali 1994                                                    | -                                                                      | cap.                                                                   |
| 17-11-1993                                                             | Cardiff                                                                | Galles                                                                 | 1 – 2                                                                  | Romania                                                                | Qual. Mondiali 1994                                                    | 1                                                                      | cap.                                                                   |
| 23-3-1994                                                              | Belfast                                                                | Irlanda del Nord                                                       | 2 – 0                                                                  | Romania                                                                | Amichevole                                                             | -                                                                      | cap.                                                                   |
| 12-6-1994                                                              | Mission Viejo                                                          | Romania                                                                | 1 – 1                                                                  | Svezia                                                                 | Amichevole                                                             | 1                                                                      | cap.                                                                   |
| 18-6-1994                                                              | Pasadena                                                               | Colombia                                                               | 1 – 3                                                                  | Romania                                                                | Mondiali 1994 - 1º turno                                               | 1                                                                      | cap.                                                                   |
| 22-6-1994                                                              | Detroit                                                                | Romania                                                                | 1 – 4                                                                  | Svizzera                                                               | Mondiali 1994 - 1º turno                                               | 1                                                                      | cap.                                                                   |
| 26-6-1994                                                              | Pasadena                                                               | Stati Uniti                                                            | 0 – 1                                                                  | Romania                                                                | Mondiali 1994 - 1º turno                                               | -                                                                      | cap.                                                                   |
| 3-7-1994                                                               | Pasadena                                                               | Romania                                                                | 3 – 2                                                                  | Argentina                                                              | Mondiali 1994 - Ottavi di finale                                       | 1                                                                      | cap.                                                                   |
| 10-7-1994                                                              | Stanford                                                               | Romania                                                                | 2 – 2 dts (4 - 5 dtr)                                                  | Svezia                                                                 | Mondiali 1994 - Quarti di finale                                       | -                                                                      | cap.                                                                   |
| 8-10-1994                                                              | Saint-Étienne                                                          | Francia                                                                | 0 – 0                                                                  | Romania                                                                | Qual. Euro 1996                                                        | -                                                                      | cap.                                                                   |
| 12-10-1994                                                             | Londra                                                                 | Inghilterra                                                            | 1 – 1                                                                  | Romania                                                                | Amichevole                                                             | -                                                                      | cap.                                                                   |
| 12-11-1994                                                             | Bucarest                                                               | Romania                                                                | 3 – 2                                                                  | Slovacchia                                                             | Qual. Euro 1996                                                        | 1                                                                      | cap.                                                                   |
| 14-12-1994                                                             | Tel Aviv                                                               | Israele                                                                | 1 – 1                                                                  | Romania                                                                | Qual. Euro 1996                                                        | -                                                                      | cap.                                                                   |
| 29-3-1995                                                              | Bucarest                                                               | Romania                                                                | 2 – 1                                                                  | Polonia                                                                | Qual. Euro 1996                                                        | -                                                                      | cap.                                                                   |
| 11-10-1995                                                             | Bucarest                                                               | Romania                                                                | 1 – 3                                                                  | Francia                                                                | Qual. Euro 1996                                                        | -                                                                      | cap.                                                                   |
| 15-11-1995                                                             | Košice                                                                 | Slovacchia                                                             | 0 – 2                                                                  | Romania                                                                | Qual. Euro 1996                                                        | 1                                                                      | cap.                                                                   |
| 27-3-1996                                                              | Belgrado                                                               | Jugoslavia                                                             | 1 – 0                                                                  | Romania                                                                | Amichevole                                                             | -                                                                      | cap.                                                                   |
| 24-4-1996                                                              | Bucarest                                                               | Romania                                                                | 5 – 0                                                                  | Georgia                                                                | Amichevole                                                             | -                                                                      | cap.                                                                   |
| 1-6-1996                                                               | Bucarest                                                               | Romania                                                                | 3 – 1                                                                  | Moldavia                                                               | Amichevole                                                             | -                                                                      | cap.                                                                   |
| 10-6-1996                                                              | Newcastle-upon-Tyne                                                    | Romania                                                                | 0 – 1                                                                  | Francia                                                                | Euro 1996 - 1º turno                                                   | -                                                                      | cap.                                                                   |
| 13-6-1996                                                              | Newcastle-upon-Tyne                                                    | Bulgaria                                                               | 1 – 0                                                                  | Romania                                                                | Euro 1996 - 1º turno                                                   | -                                                                      | cap.                                                                   |
| 18-6-1996                                                              | Leeds                                                                  | Romania                                                                | 1 – 2                                                                  | Spagna                                                                 | Euro 1996 - 1º turno                                                   | -                                                                      | cap.                                                                   |
| 18-9-1996                                                              | Bucarest                                                               | Romania                                                                | 1 – 2                                                                  | Emirati Arabi Uniti                                                    | Amichevole                                                             | -                                                                      | cap.                                                                   |
| 9-10-1996                                                              | Reykjavík                                                              | Islanda                                                                | 0 – 4                                                                  | Romania                                                                | Qual. Mondiali 1998                                                    | 1                                                                      | cap.                                                                   |
| 29-3-1997                                                              | Bucarest                                                               | Romania                                                                | 8 – 0                                                                  | Liechtenstein                                                          | Qual. Mondiali 1998                                                    | 1                                                                      | cap.                                                                   |
| 2-4-1997                                                               | Vilnius                                                                | Lituania                                                               | 0 – 1                                                                  | Romania                                                                | Qual. Mondiali 1998                                                    | -                                                                      | cap.                                                                   |
| 30-4-1997                                                              | Bucarest                                                               | Romania                                                                | 1 – 0                                                                  | Irlanda                                                                | Qual. Mondiali 1998                                                    | -                                                                      | cap.                                                                   |
| 10-9-1997                                                              | Bucarest                                                               | Romania                                                                | 4 – 0                                                                  | Islanda                                                                | Qual. Mondiali 1998                                                    | 2                                                                      | cap.                                                                   |
| 11-10-1997                                                             | Dublino                                                                | Irlanda                                                                | 1 – 1                                                                  | Romania                                                                | Qual. Mondiali 1998                                                    | 1                                                                      | cap.                                                                   |
| 19-11-1997                                                             | Palma di Maiorca                                                       | Spagna                                                                 | 1 – 1                                                                  | Romania                                                                | Amichevole                                                             | -                                                                      | cap.                                                                   |
| 22-4-1998                                                              | Bruxelles                                                              | Belgio                                                                 | 1 – 1                                                                  | Romania                                                                | Amichevole                                                             | -                                                                      | cap.                                                                   |
| 3-6-1998                                                               | Bucarest                                                               | Romania                                                                | 3 – 2                                                                  | Paraguay                                                               | Amichevole                                                             | 1                                                                      | cap.                                                                   |
| 6-6-1998                                                               | Ploiești                                                               | Romania                                                                | 5 – 1                                                                  | Moldavia                                                               | Amichevole                                                             | -                                                                      | cap.                                                                   |
| 15-6-1998                                                              | Lione                                                                  | Romania                                                                | 1 – 0                                                                  | Colombia                                                               | Mondiali 1998 - 1º turno                                               | -                                                                      | cap.                                                                   |
| 22-6-1998                                                              | Tolosa                                                                 | Romania                                                                | 2 – 1                                                                  | Inghilterra                                                            | Mondiali 1998 - 1º turno                                               | -                                                                      | cap.                                                                   |
| 26-6-1998                                                              | Saint-Denis                                                            | Tunisia                                                                | 1 – 1                                                                  | Romania                                                                | Mondiali 1998 - 1º turno                                               | -                                                                      | cap.                                                                   |
| 30-6-1998                                                              | Bordeaux                                                               | Romania                                                                | 0 – 1                                                                  | Croazia                                                                | Mondiali 1998 - Ottavi di finale                                       | -                                                                      | cap.                                                                   |
| 5-6-1999                                                               | Bucarest                                                               | Romania                                                                | 2 – 0                                                                  | Ungheria                                                               | Qual. Euro 2000                                                        | -                                                                      | cap.                                                                   |
| 4-9-1999                                                               | Bratislava                                                             | Slovacchia                                                             | 1 – 5                                                                  | Romania                                                                | Qual. Euro 2000                                                        | 1                                                                      | cap.                                                                   |
| 8-9-1999                                                               | Bucarest                                                               | Romania                                                                | 1 – 1                                                                  | Portogallo                                                             | Qual. Euro 2000                                                        | 1                                                                      | cap.                                                                   |
| 9-10-1999                                                              | Vaduz                                                                  | Liechtenstein                                                          | 0 – 3                                                                  | Romania                                                                | Qual. Euro 2000                                                        | -                                                                      | cap.                                                                   |
| 29-3-2000                                                              | Atene                                                                  | Grecia                                                                 | 2 – 0                                                                  | Romania                                                                | Amichevole                                                             | -                                                                      | cap.                                                                   |
| 26-4-2000                                                              | Costanza                                                               | Romania                                                                | 2 – 0                                                                  | Cipro                                                                  | Amichevole                                                             | -                                                                      | cap.                                                                   |
| 27-5-2000                                                              | Amsterdam                                                              | Paesi Bassi                                                            | 2 – 1                                                                  | Romania                                                                | Amichevole                                                             | -                                                                      | cap.                                                                   |
| 12-6-2000                                                              | Liegi                                                                  | Germania                                                               | 1 – 1                                                                  | Romania                                                                | Euro 2000 - 1º turno                                                   | -                                                                      | cap.                                                                   |
| 17-6-2000                                                              | Arnhem                                                                 | Romania                                                                | 0 – 1                                                                  | Portogallo                                                             | Euro 2000 - 1º turno                                                   | -                                                                      | cap.                                                                   |
| 24-6-2000                                                              | Bruxelles                                                              | Italia                                                                 | 2 – 0                                                                  | Romania                                                                | Euro 2000 - Quarti di finale                                           | -                                                                      | cap. 59’                                                               |
| Totale                                                                 |                                                                        | Presenze (1º posto)                                                    | 125                                                                    |                                                                        | Reti (1º posto)                                                        | 35                                                                     |                                                                        |

### Statistiche da allenatore

#### Club
Statistiche aggiornate all'8 novembre 2021. In grassetto le competizioni vinte.
| Stagione                 | Squadra                  | Campionato               | Campionato | Campionato | Campionato | Campionato | Coppe nazionali | Coppe nazionali | Coppe nazionali | Coppe nazionali | Coppe nazionali | Coppe continentali | Coppe continentali | Coppe continentali | Coppe continentali | Coppe continentali | Altre coppe | Altre coppe | Altre coppe | Altre coppe | Altre coppe | Totale | Totale | Totale | Totale | % Vittorie | Piazzamento  |
| Stagione                 | Squadra                  | Comp                     | G          | V          | N          | P          | Comp            | G               | V               | N               | P               | Comp               | G                  | V                  | N                  | P                  | Comp        | G           | V           | N           | P           | G      | V      | N      | P      | %          | Piazzamento  |
| ------------------------ | ------------------------ | ------------------------ | ---------- | ---------- | ---------- | ---------- | --------------- | --------------- | --------------- | --------------- | --------------- | ------------------ | ------------------ | ------------------ | ------------------ | ------------------ | ----------- | ----------- | ----------- | ----------- | ----------- | ------ | ------ | ------ | ------ | ---------- | ------------ |
| lug.-nov. 2003           | Bursaspor                | 1L                       | 12         | 2          | 4          | 6          | CT              | 3               | 2               | 0               | 1               | -                  | -                  | -                  | -                  | -                  | -           | -           | -           | -           | -           | 27     | 18     | 5      | 4      | 66,67      | Dimis.       |
| mar.-giu. 2004           | Galatasaray              | 1L                       | 8          | 4          | 1          | 3          | -               | -               | -               | -               | -               | -                  | -                  | -                  | -                  | -                  | -           | -           | -           | -           | -           | 27     | 18     | 5      | 4      | 66,67      | 6º           |
| 2004-2005                | Galatasaray              | 1L                       | 34         | 14         | 9          | 11         | CT              | 5               | 4               | 1               | 0               | -                  | -                  | -                  | -                  | -                  | -           | -           | -           | -           | -           | 39     | 29     | 4      | 6      | 74,36      | 3º           |
| nov. 2005-2006           | Politehnica Timișoara    | DA                       | 16         | 5          | 4          | 7          | CR              | 1               | 0               | 0               | 1               | -                  | -                  | -                  | -                  | -                  | -           | -           | -           | -           | -           | 17     | 5      | 4      | 8      | 29,41      | Sub., dimis. |
| lug.-set. 2007           | Steaua Bucarest          | LI                       | 6          | 3          | 2          | 1          | CR              | -               | -               | -               | -               | UCL                | 5                  | 3                  | 1                  | 1                  | -           | -           | -           | -           | -           | 11     | 6      | 3      | 2      | 54,55      | Dimis.       |
| ott. 2010-mar. 2011      | Galatasaray              | 1L                       | 18         | 6          | 4          | 8          | CT              | 6               | 2               | 2               | 2               | -                  | -                  | -                  | -                  | -                  | -           | -           | -           | -           | -           | 27     | 18     | 5      | 4      | 66,67      | Sub., eson.  |
| Totale Galatasaray       | Totale Galatasaray       | Totale Galatasaray       | 60         | 24         | 14         | 22         |                 | 11              | 6               | 3               | 2               |                    | -                  | -                  | -                  | -                  |             | -           | -           | -           | -           | 71     | 30     | 17     | 24     | 42,25      |              |
| set. 2014-2015           | Viitorul Costanza        | LI                       | 27         | 10         | 7          | 10         | CR+CLR          | 2+1             | 1+0             | 0+0             | 1+1             | -                  | -                  | -                  | -                  | -                  | -           | -           | -           | -           | -           | 30     | 11     | 7      | 12     | 36,67      | Sub., 11º    |
| 2015-2016                | Viitorul Costanza        | LI                       | 26+10      | 13+1       | 7+3        | 6+6        | CR+CLR          | 3+2             | 2+0             | 0+1             | 1+1             | -                  | -                  | -                  | -                  | -                  | -           | -           | -           | -           | -           | 41     | 16     | 11     | 14     | 39,02      | 5º           |
| 2016-2017                | Viitorul Costanza        | LI                       | 26+10      | 16+5       | 3+3        | 7+2        | CR+CLR          | 3+1             | 2+0             | 0+0             | 1+1             | UEL                | 2                  | 0                  | 1                  | 1                  | -           | -           | -           | -           | -           | 42     | 23     | 7      | 12     | 54,76      | 1º           |
| 2017-2018                | Viitorul Costanza        | LI                       | 26+10      | 13+3       | 5+4        | 8+3        | CR              | 2               | 1               | 0               | 1               | UCL+UEL            | 2+2                | 1+0                | 0+0                | 1+2                | SR          | 1           | 0           | 0           | 1           | 43     | 18     | 9      | 16     | 41,86      | 4º           |
| 2018-2019                | Viitorul Costanza        | LI                       | 26+10      | 11+6       | 5+2        | 10+2       | CR              | 6               | 5               | 1               | 0               | UEL                | 4                  | 1                  | 2                  | 1                  | -           | -           | -           | -           | -           | 46     | 23     | 10     | 13     | 50,00      | 3º           |
| 2019-ago. 2020           | Viitorul Costanza        | LI                       | 26+13      | 11+6       | 7+4        | 8+3        | CR              | 1               | 0               | 0               | 1               | UEL                | 2                  | 1                  | 0                  | 1                  | SR          | 1           | 1           | 0           | 0           | 43     | 19     | 11     | 13     | 44,19      | Resc. cons.  |
| Totale Viitorul Costanza | Totale Viitorul Costanza | Totale Viitorul Costanza | 210        | 95         | 50         | 65         |                 | 21              | 11              | 2               | 8               |                    | 12                 | 3                  | 3                  | 6                  |             | 2           | 1           | 0           | 1           | 245    | 110    | 55     | 80     | 44,90      |              |
| 2021-2022                | Farul Costanza           | LI                       | 30+10      | 14+2       | 6+2        | 10+6       | CR              | 1               | 0               | 0               | 1               | -                  | -                  | -                  | -                  | -                  | -           | -           | -           | -           | -           | 41     | 16     | 8      | 17     | 39,02      | 5°           |
| 2022-2023                | Farul Costanza           | LI                       | 30+10      | 19+6       | 7+3        | 4+1        | CR              | 3               | 1               | 2               | 0               | -                  | -                  | -                  | -                  | -                  | -           | -           | -           | -           | -           | 43     | 26     | 12     | 5      | 60,47      | 1°           |
| 2023-2024                | Farul Costanza           | LI                       | 30+10      | 11+4       | 10+2       | 9+4        | CR              | 3               | 0               | 0               | 3               | UCL+UECL           | 2+6                | 1+5                | 0+0                | 1+1                | SR          | 1           | 0           | 0           | 1           | 52     | 21     | 12     | 19     | 40,38      | 4°           |
| 2024-2025                | Farul Costanza           | LI                       | 30+9       | 8+3        | 11+4       | 11+2       | CR              | 5               | 2               | 2               | 1               | -                  | -                  | -                  | -                  | -                  | -           | -           | -           | -           | -           | 44     | 13     | 17     | 14     | 29,55      | 11°          |
| Totale Farul Costanza    | Totale Farul Costanza    | Totale Farul Costanza    | 159        | 67         | 45         | 47         |                 | 12              | 3               | 4               | 5               |                    | 8                  | 6                  | 0                  | 2                  |             | 1           | 0           | 0           | 1           | 180    | 76     | 49     | 55     | 42,22      |              |
| Totale carriera          | Totale carriera          | Totale carriera          | 463        | 196        | 119        | 148        |                 | 48              | 22              | 9               | 17              |                    | 25                 | 12                 | 4                  | 9                  |             | 3           | 1           | 0           | 2           | 539    | 231    | 132    | 176    | 42,86      |              |

## Palmarès

### Giocatore

#### Club

##### Competizioni nazionali
- Campionato rumeno: 3

Steaua Bucarest: 1986-1987, 1987-1988, 1988-1989
- Coppa di Romania: 3

Steaua Bucarest: 1986-1987, 1987-1988, 1988-1989
- Supercoppa di Spagna: 2

Real Madrid: 1990
Barcellona: 1994
- Supercoppa di Turchia: 2

Galatasaray: 1996, 1997
- Campionato turco: 4

Galatasaray: 1996-1997, 1997-1998, 1998-1999, 1999-2000
- Coppa di Turchia: 2

Galatasaray: 1998-1999, 1999-2000

##### Competizioni internazionali
- Supercoppa UEFA: 2

Steaua Bucarest: 1986
Galatasaray: 2000
- Coppa Anglo-Italiana: 1

Brescia: 1993-1994
- Coppa UEFA: 1

Galatasaray: 1999-2000

#### Individuale
- Capocannoniere del campionato rumeno: 2

1984-1985 (20 gol), 1985-1986 (31 gol)
- Calciatore romeno dell'anno: 7

1985, 1987, 1993, 1994, 1997, 1999, 2000
- Capocannoniere della Coppa dei Campioni: 1

1987-1988 (4 gol)
- All-Star Team del mondiale: 1

Stati Uniti 1994
- Nominato UEFA Golden Player per la FRF (2003)

- Inserito nel FIFA 100 (2004)

- UEFA Jubilee Awards (2004)

- Inserito nelle "Leggende del calcio" del Golden Foot (2015)

- Candidato al Dream Team del Pallone d'oro (2020)

### Allenatore
- Coppa di Turchia: 1

Galatasaray: 2004-2005
- Campionato rumeno: 2

Viitorul Constanța: 2016-2017
Farul Constanta: 2022-2023
- Coppa di Romania: 1

Viitorul Constanța: 2018-2019
- Supercoppa di Romania: 1

Viitorul Constanța: 2019